# The Butterjunk Effect
The Butterjunk Effect (рус. «Эффект обдолбабочки») — 6 эпизод 7 сезона мультсериала «Футурама».

## Сюжет
Эми и Лила решают попробовать свои силы в «баттерфляй дерби» — женском командном виде спорта, напоминающем рестлинг. Чтобы улучшить свои результаты, они начинают принимать Нектар, растительную пищевую добавку, стимулирующую рост мышц (и вызывающую сильное привыкание). Все своё свободное время девушки отныне посвящают тренировкам. Фрай и Киф недовольны этим фактом, но поделать ничего не могут.
Успешно проведя рейтинговые бои, спортсменки готовятся ко встрече с чемпионами, однако незадолго до финального поединка лишаются доступа к Нектару. Узнав, что это вещество добывается на родной планете амфибионцев, они решают лететь туда. Фрай с Кифом отправляются с ними. Во время сбора Нектара Филип оказывается обрызган феромонами гигантской бабочки-самца. После инцидента обе девушки начинают испытывать сильнейшее сексуальное влечение к Фраю. По прибытии на Землю профессор объясняет, что причина — в гормонах бабочки, которые вырабатываются в телах всех участниц баттерфляй дерби из-за постоянного употребления Нектара. Признав, что дело зашло слишком далеко, Эми и Лила принимают решение отказаться от наркотика. Тем временем Фрай под воздействием феромонов начинает вести себя как гусеница.
Несмотря на утрату физической формы, девушки все же решают принять участие в финале турнира. Внезапно оказывается, что чемпионский поединок является смертельным боем. Ситуацию спасает появление самца бабочки, в которого превратился Фрай. Насекомое отвлекает бойцов-чемпионок, давая Лиле и Эми возможность покинуть поле боя. Спустя некоторое время Фрай возвращается в нормальное состояние.